# Manifestations de 2023-2024 en Géorgie
Les manifestations de 2023-2024 en Géorgie sont une série de manifestations de rue qui se déroulent dans toute la Géorgie en mars 2023, puis à partir d'avril 2024, notamment dans la capitale Tbilissi, contre le projet de loi du gouvernement qualifiée de « pro-russe » car comparée à la loi de 2012 en Russie et portant sur les agents étrangers.
La police utilise des canons à eau et des gaz lacrymogènes pour disperser les manifestations, en particulier dans la capitale Tbilissi.
Le projet de loi controversé est abandonné par le gouvernement Garibachvili II mais relancé et adopté l'année suivante par le gouvernement Kobakhidze.
Une nouvelle série de manifestations post-électorales a lieu à la fin de l'année 2024 et au début de 2025.

## Contexte
Dans le contexte de nouvelle guerre froide, de la guerre russo-ukrainienne et de et au début de  l'invasion de l'Ukraine par la Russie de 2022, le parti majoritaire Rêve géorgien du milliardaire et ancien Premier ministre Bidzina Ivanichvili est soupçonné de vouloir museler la société civile, la. liberté de la presse et les médias indépendants, et ainsi de nuire aux relations entre la Géorgie et l'Union européenne et au processus d'adhésion du pays dans cette organisation au profit de ses relations avec la Russie. Des manifestations on lieu en 2019 pour protester contre l'influence russe en Géorgie.
En vertu du projet de loi, les organisations non gouvernementales et les médias indépendants qui reçoivent plus de 20% de leur financement de l'étranger doivent se déclarer comme agents de l'étranger. Pour les opposants au projet de loi, cela imite une loi de 2012 en Russie qui a depuis été utilisée pour réprimer la dissidence.

## Déroulement

### Première phase (mars 2023)
Le 7 mars, des policiers géorgiens utilisent des gaz lacrymogènes et des canons à eau devant le bâtiment du Parlement géorgien au centre-ville de Tbilissi contre des manifestants qui s'opposent à un projet de loi que certains voient comme empêchant la liberté de la presse[Information douteuse]. Le 8 mars, les manifestants ont tenté de pénétrer par effraction dans le bâtiment du parlement en Géorgie.
Le projet de loi a été adopté en première lecture, avec 76 voix pour et 13 contre, au parlement.
Le ministère de l’intérieur géorgien annonce que « près de 50 policiers » ont été blessés dans les manifestations, faisant état de « violents incidents ». Plusieurs dizaines de personnes ont été arrêtées.
Le 9 mars, le Gouvernement géorgien annonce avoir retiré sans condition le projet de loi en cause. Plus tard le même jour, le ministère de l'Intérieur affirme que toutes les personnes arrêtées les 7 et 8 mars ont été libérées.

### Deuxième phase (avril-mai 2024)
Le 3 avril 2024, le nouveau Premier ministre Irakli Kobakhidze annonce le retour du projet de loi controversé, abandonné par le précédent gouvernement en mars 2023 à la suite de manifestations massives,. Le terme « agent de l’étranger » est ainsi supprimé et remplacé par « organisation servant les intérêts d’une puissance étrangère ». De nouvelles manifestations éclatent en opposition à cette loi à partir du 15 avril suivant. Le même jour, une bagarre a lieu dans l'hémicycle du parlement entre certains députés de la majorité et certains de l'opposition. La présidente de la Géorgie Salomé Zourabichvili dénonce à nouveau une tentative du gouvernement et du parti Rêve géorgien de compromettre le processus d'adhésion de la Géorgie à l'Union européenne au profit de l'influence russe, et annonce qu'elle utilisera son droit de véto.
Le projet de loi est adopté par le Parlement de Géorgie en première lecture le 17 avril 2024 avec 83 voix.
Le 29 avril, face à la contestation soulevée par la réintroduction du projet de loi, le milliardaire dirigeant de Rêve géorgien et ancien Premier ministre Bidzina Ivanichvili prononce un discours durant une contre-manifestation où les Occidentaux, l’opposition et la société civile sont désignés comme des ennemis.
Le 1er mai 2024, le projet de loi est approuvé par le parlement en deuxième lecture avec 83 voix pour et 23 contre.
Le 14 mai 2024, la loi sur les agents étrangers est adoptée en troisième lecture par 84 voix contre 30, en dépit des manifestations massives. Une nouvelle bagarre éclate dans l'hémicycle du parlement. Comme elle l'avait annoncé auparavant, la présidente Zourabichvili met son veto au projet de loi controversé, utilisant cette prérogative le 18 mai suivant,. Après le rejet du veto présidentiel par une commission parlementaire le 27 mai, le Parlement vote le rejet de celui-ci en session plénière et adopte définitivement le projet de loi le lendemain 28 mai avec 84 voix pour et 4 contre sur 150 députés, en dépit de multiples manifestations à Tbilissi et notamment devant le bâtiment du Parlement,,. Le projet de loi est finalement signé par le président du Parlement Chalva Papouachvili le 3 juin, la présidente ayant refusé de le promulguer.
Plus de 200 organisations de la société civile et médias déclarent qu'ils ne se conformeront pas au projet de loi.

### Suites: manifestations post-électorales de 2024-2025
Le 28 octobre 2024, la présidente Zourabichvili dénonce une « falsification totale » des élections législatives géorgiennes de 2024 et accuse la Russie d'avoir perpétré une « opération russe spéciale, une forme moderne de guerre hybride contre le peuple géorgien ». Elle appelle elle aussi à manifester le lendemain 28 octobre, comme l'opposition. Celle-ci rassemble des milliers de manifestants devant le Parlement.
Les manifestations s'intensifient à partir du 29 novembre 2024, après l'annonce du gouvernement de repousser à 2028 les négociations sur l'entrée de la Géorgie dans l'Union européenne, et après les élections législatives du 29 octobre précédent dont les résultats sont contestés par la présidente Salomé Zourabichvili, l'opposition et une partie de la population.

## Réactions

### Gouvernement de Géorgie
Le Premier ministre géorgien Irakli Garibachvili a réaffirmé le 7 mars son soutien à la loi, affirmant que les dispositions proposées sur les agents étrangers étaient conformes aux « normes européennes et mondiales ».
Le ministère géorgien de l'Intérieur a demandé aux manifestants de se disperser, avertissant que des « mesures légales » seraient prises pour rétablir le calme. Le ministère aurait déclaré que la manifestation avait dépassé le cadre d'un rassemblement pacifique et s'était transformée en violence. Le ministère a également déclaré que la police avait également été contrainte d'utiliser la force proportionnelle pour rétablir l'ordre public.
Plus de 60 organisations de la société civile et médias ont déclaré qu'ils ne se conformeraient pas au projet de loi s'il était promulgué.
La présidente géorgienne, Salomé Zourabichvili, a apporté son soutien aux manifestants, affirmant que « la voie de l'intégration européenne doit être protégée ». Elle annonce son intention d'opposer son veto au projet de loi controversé, adopté le 6 mars en première lecture, avec 76 voix pour et 13 contre, au parlement. Le projet de loi est finalement retiré par le gouvernement le 9 mars 2023.

### États-Unis
L'ambassade des États-Unis en Géorgie a publié une déclaration sur l'avancement de la législation du Parlement le 7 mars. L'ambassade a déclaré que les lois inspirées par le Kremlin sont incompatibles avec le désir clair du peuple géorgien d'intégrer l'Europe et son développement démocratique. La déclaration mentionne également que ces lois nuiront aux relations de la Géorgie avec ses partenaires stratégiques.

### Union européenne
Le chef de la politique étrangère de l'Union européenne, Josep Borrell, déclare que le projet de loi géorgien est une « très mauvaise évolution » pour la Géorgie et son peuple. Il estime que la forme de loi risque d'avoir un effet dissuasif sur la société civile et les organisations médiatiques. Estimant que le projet de loi pourrait sérieusement affecter ses liens avec l'UE, il a exhorté la Géorgie à maintenir son engagement en faveur de la promotion de la démocratie.
Les États-Unis et l'Union européenne déclare qu'il sera difficile pour la Géorgie d'adhérer à l'OTAN ou à l'Union européenne si cette loi doit être adoptée. Des organisations internationales se disent préoccupées par le projet de loi, affirmant qu'il va à l'encontre du développement démocratique de la Géorgie.